# Julieta Bal
Julieta Bal (Buenos Aires; 27 de enero de 1978) es una actriz argentina.

## Vida personal
Su padre Santiago Bal (actor y director) y su madre Silvia Pérez (actriz) le marcaron su camino y el amor al arte.

## Trayectoria
Se formó como actriz con Ana María Campoy, Agustín Alezzo, Julio Chávez, Osvaldo Guidi, Lizardo Laphitz y Luis Agustoni entre otros.
Desde pequeña estudió danza clásica y jazz. También posee un profesorado en educación física y acrobacia. 
Realizó varias obras de teatro independientes. 
En Teatro comercial participó, de la mano de su madre y Norma Pons, en Secreto entre mujeres de Carlos Furnaro, dirigida por Julio Baccaro.
Además hizo El último pasaje de Marisé Monteiro, dirigida primero por Rubén Pires, y luego por Roxana Randon en el complejo La Plaza.
En cine, participó en El manosanta está cargado con Alberto Olmedo
En TV, participó en: 
- ¿Quién es el jefe? por Telefe en 2005 con Nicolás Vázquez y Gianella Neyra entre otros.
- Alguien que me quiera por Canal 13 (Argentina) creada por Adrián Suar y Pol-ka Producciones en 2010. Protagonizada por Andrea del Boca y Osvaldo Laport.
- Los Únicos también por Pol-ka Producciones a cargo de Adrián Suar en 2011. Protagonistas Mariano Martínez, Nicolás Cabré, Griselda Siciliani entre otros.
- Botineras por Telefe, ideado por Sebastián Ortega, producida por Underground contenidos y Telefe Contenidos protagonizada por Nicolás Cabré, Romina Gaetani, Damian De Santo, Isabel Macedo, Gonzalo Valenzuela y Florencia Peña entre otros.

En el 2009 debutó en dirección teatral junto a su padre, con quien llevó adelante las revistas Fantástica y Bravísima.
Además dirigió La escuálida familia en el Lola Arias en El Tinglado.
El 22 de agosto de 2012 hizo su primera aparición en el programa Este es el Show con José María Listorti y Denise Dumas
Luego participó en el certamen de canto Cantando por un sueño 2012.
Tuvo una exitosa temporada en Carlos Paz y luego hizo gira nacional e internacional con la obra Los Grimaldi, producida por Jaz Producciones de Nazarena Vélez. Elenco formado por Nazarena Vélez, Georgina Barbarossa, Rodolfo Ranni, Jey Mammón (Juan Rago, n. 1976), Coki Ramírez entre otros, donde personificaba a Silvia Balkova una ama de llaves de Transilvania. En Los Grimaldi, una familia de locos programa emitido los domingos por Canal 9 (Buenos Aires) , tuvo aparición su personaje, el cual se materializaba al pronunciar su nombre (Silvia Balkova) 3 veces. 
Luego de la gira nacional e internacional, la obra desembarcó en Mar del Plata permaneciendo Julieta del elenco original junto a Thiago Batistuta, Magdalena Bravi y Lucas Velazco, esta vez con Laura Fidalgo y Silvina Escudero como protagonistas. 
Realizó radio a través de FansRadio.com.ar 
Y en la temporada 2015, protagonizó 4 colas y 1 funeral en Mar Del Plata. Teatro Victoria, con Roberto Peña, Maca Lemos, Coty Álvarez y Flor Maggi.

## Teatro
- 2006: El último pasaje - Junto a Alejandro Hodara y Silvia Pérez
- 2009: El último pasaje - Junto a Carlos Fernández, Silvia Pérez y Jorge Varas
- 2013-2014: Los Grimaldi - Junto a Luisa Albinoni, Negro Álvarez, Georgina Barbarrosa, Victorio D´Alessandro, Dorys del Valle, José María Muscari, Zaira Nara, Rodolfo Ranni, Miguel Ángel Rodríguez, Bárbara Vélez y Nazarena Vélez
- 2015: Julieta Bal Diván - Unipersonal

- Datos: Q17635764